# たろプン
たろプンは、日本の漫画家、イラストレーター。東京都出身、埼玉県在住。
2009年、ヒット出版社発行の『COMIC阿呍』5月号にて『カテキョのセンセ』でデビュー。同誌を中心に主に男性向けの成人向け漫画を執筆しているが、一般誌でも作品を発表している。一迅社文庫にてライトノベルの挿絵なども手掛ける。

## 作風
コメディ要素の強い作品が多い傾向にある。その一方で、シリアスや純愛なども描き、引き出しは多彩である。
Twitterの本人のつぶやきによると、原稿制作はフルデジタルである。

## 作品リスト

### 単行本
1. 『妄想ビーム』 2010年3月5日初版発行（同日発売[6]）、ヒット出版社〈セラフィンコミックス〉、ISBN 978-4-89465-473-0
2. 『猥褻ミサイル』 2011年3月4日初版発行（同日発売[7]）、ヒット出版社〈セラフィンコミックス〉、ISBN 978-4-89465-511-9
3. 『欲情バズーカ』 2012年8月3日初版発行（同日発売[8]）、ヒット出版社〈セラフィンコミックス〉、ISBN 978-4-89465-564-5

### イラスト
- 『クーデレな彼女とキスがしたい』 著：水口敬文、一迅社〈一迅社文庫〉
  1. 2011年10月20日発売[9]、ISBN 978-4-75804-264-2
  2. 2012年4月20日発売[10]、ISBN 978-4-75804-315-1
- 『猫は勘定にいれません、もちろん家にもあげません』 2012年12月20日発売[11]、著：水口敬文、一迅社〈一迅社文庫〉、ISBN 978-4-75804-386-1
- 『閃烈の神なる御手』 著：早矢塚かつや、一迅社〈一迅社文庫〉、全2巻
  1. 2013年6月20日発売[12]、ISBN 978-4-75804-443-1
  2. 2013年10月19日発売[13]、ISBN 978-4-75804-488-2

### OVA
- 『猥褻ミサイル THE ANIMATION 「うっ、また出ちゃった」』 2013年8月30日発売[14]、制作：ピンクパイナップル、JAN 4988707571039
- 『欲情バズーカ THE ANIMATION 「たっぷり濃いのイッパツで!」』 2013年10月25日発売[15]、制作：ピンクパイナップル、JAN 4988707571817
- 『絶頂ロケット 発射1発目[たろプン]』 2013年10月18日発売[16]、制作：Queen Bee、JAN 4560207767251
- 『絶頂ロケット 発射2発目[たろプン]』 2013年12月13日発売[17]、制作：Queen Bee、JAN 4560207768296